# Jiaxing
Jiaxing (chiń. 嘉兴; pinyin Jiāxīng) – miasto o statusie prefektury miejskiej we wschodnich Chinach, w prowincji Zhejiang, nad Wielkim Kanałem. W 2010 roku liczba mieszkańców miasta wynosiła 476 703. Prefektura miejska w 1999 roku liczyła 3 301 913 mieszkańców. Ośrodek handlu i przemysłu jedwabnego.